# Pfaffengreuth
Pfaffengreuth (fränkisch: Pfaffe-graid) ist ein Gemeindeteil der kreisfreien Stadt Ansbach (Mittelfranken, Bayern). Pfaffengreuth liegt in der Gemarkung Hennenbach.

## Geografie
Das Dorf bildet mit dem südlich gelegenen Eyb eine geschlossene Siedlung. Einen halben Kilometer nordöstlich des Ortes erhebt sich der Klingenberg (448 m ü. NHN).

## Geschichte
Der Ort wurde 1351 als „Phaffenreuth“ erstmals urkundlich erwähnt. Der Ortsname bedeutet Siedlung zu der Rodungsstätte der Pfarrherrn. Gründer dieses Ortes war das Chorherrenstift Ansbach, das vermutlich im 11. Jahrhundert dieses Gebiet durch Rodung urbar gemacht hatte.
Im Jahre 1460 überfielen Herzog Ludwig IX. von Bayern und dessen Verbündete den Ansbacher Markgrafen Albrecht Achilles. Sie plünderten und zerstörten durch Feuer u. a. Eyb und die benachbarten Dörfer Alberndorf, Grüb, Hirschbronn, Katterbach, Obereichenbach, Pfaffengreuth und Untereichenbach.
Im 16-Punkte-Bericht des Fürstentums Ansbach von 1684 wurden für Pfaffengreuth sechs Mannschaften verzeichnet: vier Anwesen unterstanden dem Hofkastenamt Ansbach, ein Anwesen unterstand dem Stiftsamt Ansbach und ein Anwesen dem Bürgermeister und Rat zu Ansbach. Außerdem gab es ein Gemeindehirtenhaus. Das Hochgericht und die Dorf- und Gemeindeherrschaft übte das brandenburg-ansbachische Hofkastenamt Ansbach aus.
Gegen Ende des 18. Jahrhunderts gab es in Pfaffengreuth fünf Anwesen und ein Gemeindehirtenhaus. Das Hochgericht und die Dorf- und Gemeindeherrschaft übte weiterhin das Hofkastenamt Ansbach aus. Alle Anwesen hatten das Fürstentum Ansbach als Grundherrn (Hofkastenamt Ansbach: 1 Halbhof, 1 Gut, 1 Leerhaus; Stiftsamt Ansbach: 1 Söldengut, Ansbacher Rat: 1 Halbhof). Von 1797 bis 1808 unterstand der Ort dem Justiz- und Kammeramt Ansbach.
Im Rahmen des Gemeindeedikts wurde Pfaffengreuth dem 1808 gebildeten Steuerdistrikt Eyb und der 1811 gegründeten Ruralgemeinde Eyb zugeordnet. Mit dem Zweiten Gemeindeedikt (1818) wurde Pfaffengreuth nach Hennenbach umgemeindet. Am 25. August 1830 wurde Pfaffengreuth wieder nach Eyb umgemeindet.

Im Topo-geographisch-statistisches Lexicon vom Königreiche Bayern (1832) wird der Ort folgendermaßen beschrieben:

„Weiler mit 6 H[äusern] und 36 E[inwohnern], im L[an]dg[ericht] Ansbach und in der Pf[a]r[rei] St. Johannis daselbst, 3⁄4 St[unde] von Ansbach entfernt. Im Bezirke lag der Pfaffenforst, über welchen der Markgraf Albrecht im J[ahre] 1443 den Berthold Leupold in Dierbach zum Förster bestellte. Das Dominikaner-Kloster zu Nürnberg hatte ehedem Besitzungen daselbst, welche später an die Markgrafen von Ansbach verkauft wurden.“

Am 1. Oktober 1970 wurde Eyb mit den zugehörigen Gemeindeteilen noch vor der Gebietsreform in Bayern in die Stadt Ansbach eingegliedert.

### Baudenkmal
- Haus Nr. 1: Es wurde zwischen 1696 und 1701 erbaut. Es handelt sich um einen zweigeschossigen Massivbau mit 5×7 Fensterachsen und Mansarddach.[16]

### Einwohnerentwicklung
| Jahr      | 001818 | 001840 | 001861 | 001871 | 001885 | 001900 | 001925 | 001950 | 001961 | 001970 | 001987 |
| Einwohner | 36     | 37     | 36     | 48     | 43     | 35     | 47     | 450    | 199    | 237    | *      |
| Häuser    | 6      | 7      |        |        | 6      | 6      | 9      | 48     | 36     |        | *      |
| Quelle    | [ 18 ] | [ 19 ] | [ 20 ] | [ 21 ] | [ 22 ] | [ 23 ] | [ 24 ] | [ 25 ] | [ 26 ] | [ 27 ] | [ 28 ] |

## Religion
Der Ort ist seit der Reformation evangelisch-lutherisch geprägt und bis heute nach St. Johannis (Ansbach) gepfarrt. Die Einwohner römisch-katholischer Konfession sind nach St. Ludwig (Ansbach) gepfarrt.